# تشارلز بي كانترل
تشارلز بي كانترل (بالإنجليزية: Charles P. Cantrell) هو عسكري أمريكي، ولد في 13 فبراير 1874 في تينيسي في الولايات المتحدة، وتوفي بنفس المكان في 3 أغسطس 1948.